# (27696) 1981 EG40
A (27696) 1981 EG40 egy kisbolygó a Naprendszerben. Schelte J. Bus fedezte fel 1981. március 2-án.